# Notre-Dame de Québec

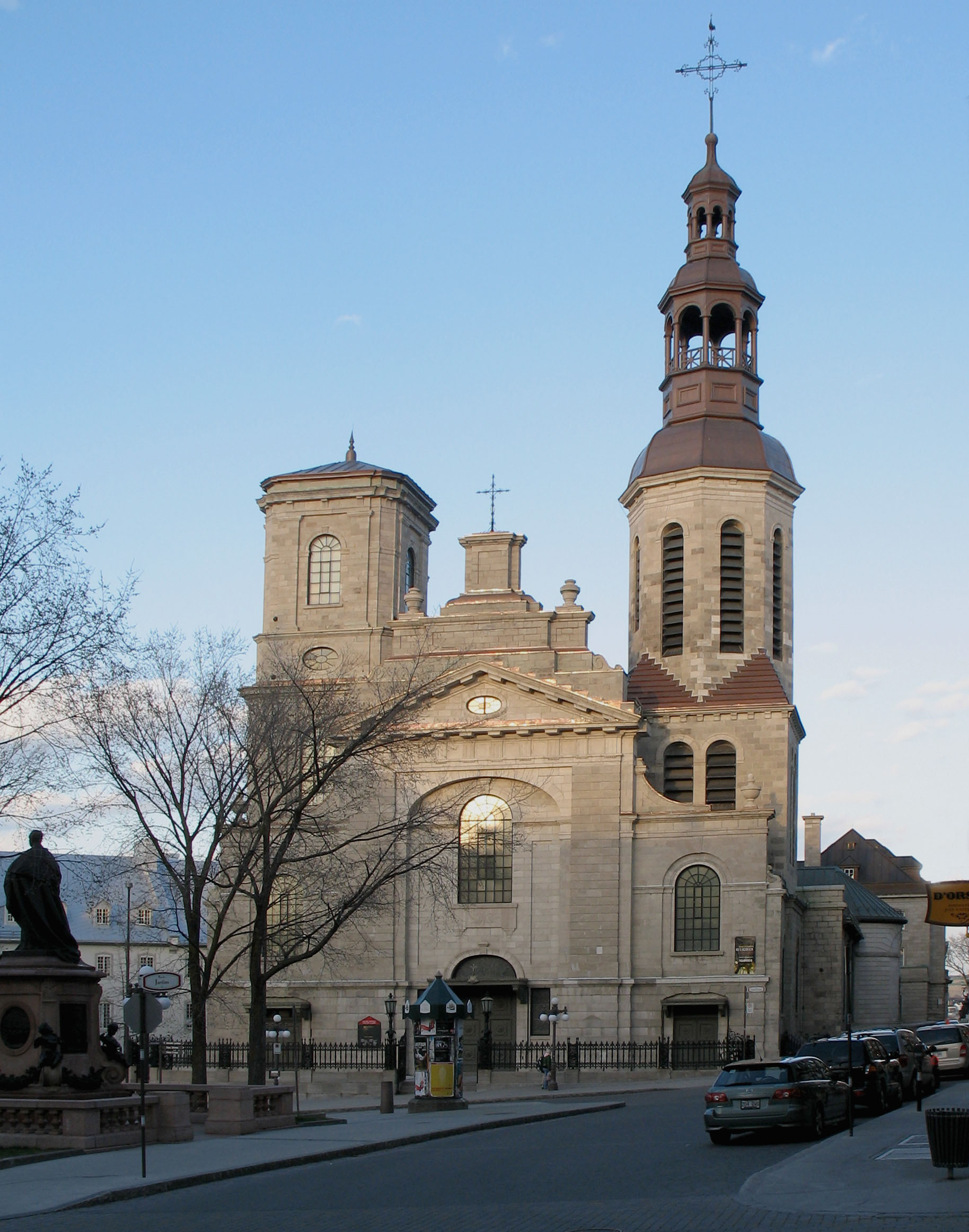
Notre-Dame de Québec

Die Kathedralbasilika Notre-Dame de Québec ist der Sitz des römisch-katholischen Erzbistums Québec. Sie befindet sich in der Altstadt (Vieux-Québec) gegenüber dem Hôtel de Ville und ist an das Séminaire de Québec (nicht zu verwechseln mit dem Grand Séminaire de Québec) angebaut.

## Geschichte

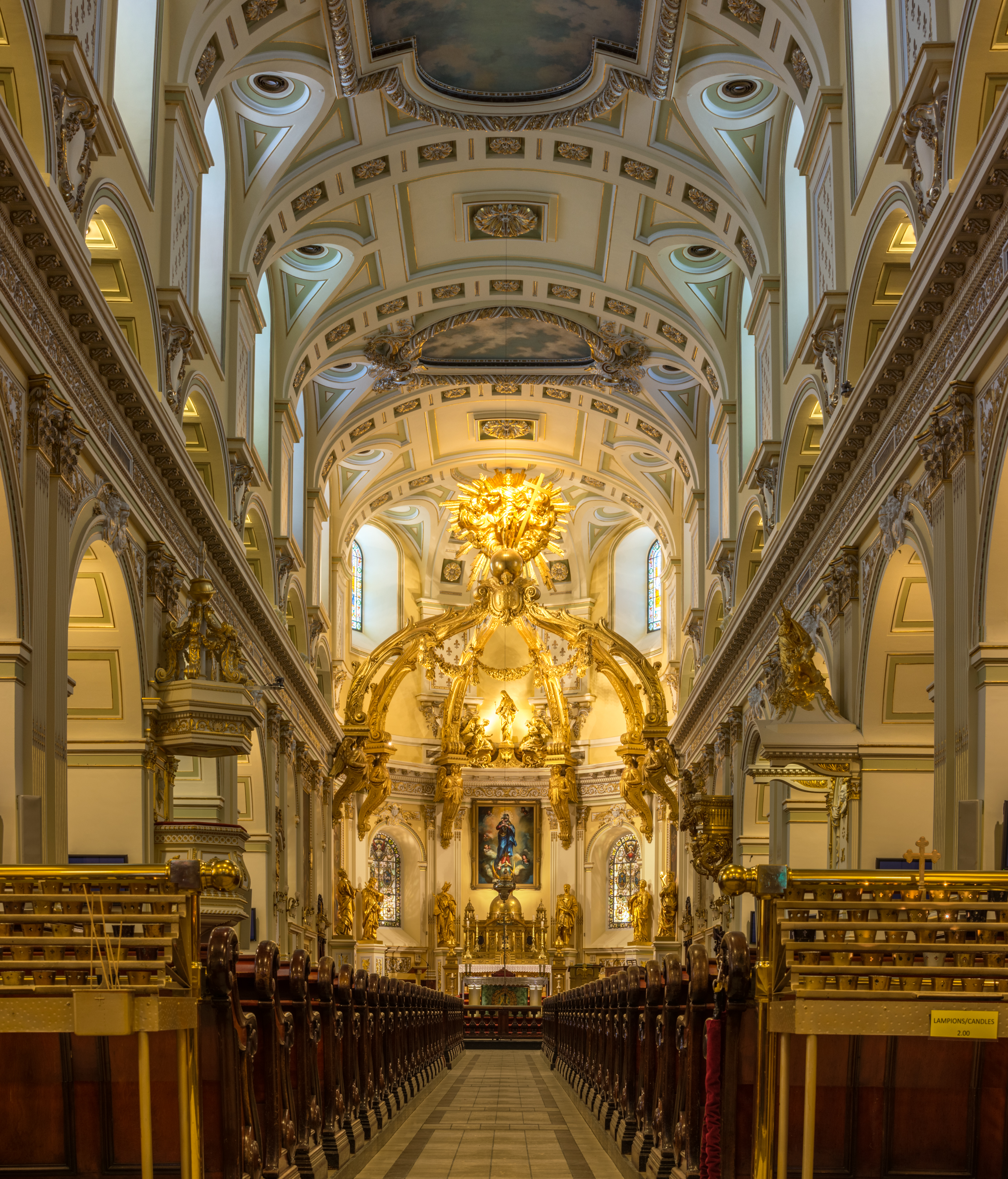
Innenansicht

Notre-Dame de Québec ist der älteste Sitz einer Diözese nördlich von Mexiko sowie die älteste Pfarrkirche Nordamerikas. 1874 wurde sie als erste Kirche in den Rang einer Basilica minor erhoben.
Der erste Bau stammt aus dem Jahr 1647. Er wurde 1759 bei der Belagerung von Québec durch die Briten zerstört. Der wenige Jahre später errichtete Neubau brannte am 22. Dezember 1922 ab. Von 1923 bis 1930 wurde die heutige Kirche gebaut. Seit 23. Juni 1966 steht sie als Bien culturel de Québec unter Denkmalschutz, seit dem 1. Januar 1989 ist sie eine National Historic Site of Canada (Lieu historique national du Canada).

## Architektur und Ausstattung
Beim Wiederaufbau der 1920er Jahre wurde die Kathedrale in Anlehnung an die Vorgängerbauten errichtet. Der Baustil und die Ausstattung orientieren sich an Stilformen des vorrevolutionären französischen Klassizismus (Louis-seize-Stil). Notre-Dame ist eine dreischiffige geostete Basilika mit Chorumgang. Von den beiden Türmen der Schaufassade im Westen ist nur der südliche mit oktogonalem Obergeschoss und doppelter Laterne voll ausgeführt; der nördliche endet in einem quadratischen Stumpf.

## Orgeln

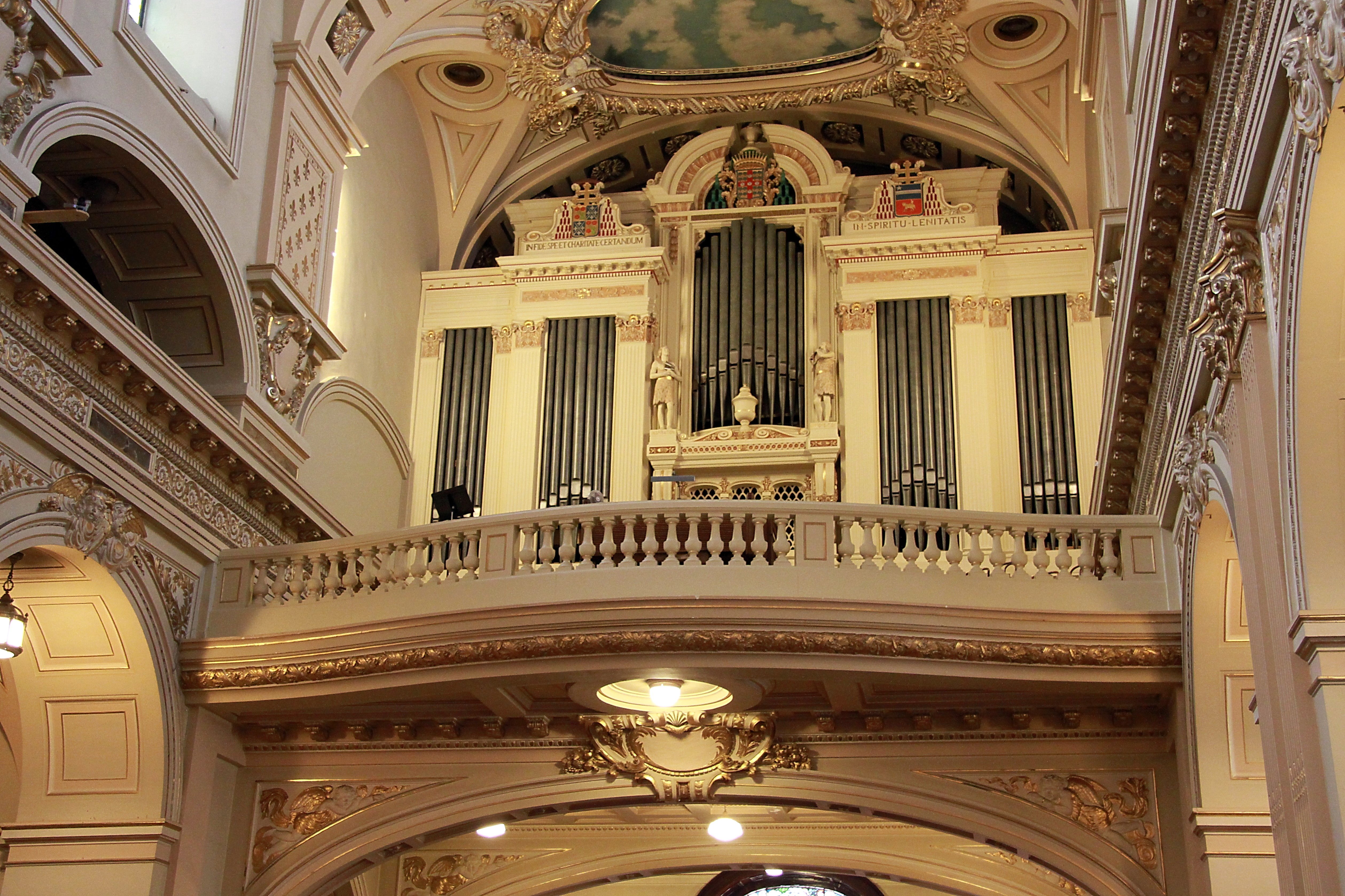
Hauptorgel

Die Kathedrale verfügt über drei Orgeln, die allesamt in den 1920er Jahren von der Orgelbaufirma Casavant Frères erbaut wurden. 
Die große Hauptorgel auf der Westempore wurde 1927 fertiggestellt. Das Instrument hat 70 Register auf vier Manualwerken und Pedal. Die Spiel- und Registertrakturen sind elektro-pneumatisch.
Disposition der Hauptorgel:
| I Positif C–c4 |        |
| Montre         | 8′     |
| Bourdon        | 8′     |
| Prestant       | 4′     |
| Flûte          | 4′     |
| Nazard         | 2 ⁄3′  |
| Doublette      | 2′     |
| Tierce         | 1 3⁄5′ |
| Larigot        | 1 3⁄3′ |
| Plein-jeu IV   |        |
| Cymbale III    |        |
| Trompette      | 8′     |
| Cromorne       | 8′     |
| Clairon        | 4′     |
| Trémolo        |        |

| II Grand Orgue C–c4  |       |
| Montre               | 16′   |
| Montre               | 8′    |
| Flûte harmonique     | 8′    |
| Bourdon              | 8′    |
| Prestant             | 4′    |
| Flûte                | 4′    |
| Quinte               | 2 ⁄3′ |
| Doublette            | 2′    |
| Cornet V             |       |
| Grande fourniture IV |       |
| Fourniture V         |       |
| Cymbale IV           |       |
| Bombarde             | 16′   |
| Trompette            | 8′    |
| Clairon              | 4′    |

| III Récit expr. C–c4 |        |
| Bourdon              | 16′    |
| Principal            | 8′     |
| Viole de gambe       | 8′     |
| Voix céleste         | 8′     |
| Bourdon à cheminée   | 8′     |
| Prestant             | 4′     |
| Flûte octaviante     | 4′     |
| Nazard               | 2 ⁄3′  |
| Flûte                | 2′     |
| Tierce               | 1 3⁄5′ |
| Sesquialtera II      |        |
| Mixture IV           |        |
| Cymbale III          |        |
| Bombarde             | 16′    |
| Trompette            | 8′     |
| Hautbois             | 8′     |
| Voix humaine         | 8′     |
| Clairon              | 4′     |
| Trémolo              |        |

| IV Résonnance C–c4 |        |
| Bourdon            | 16′    |
| Flûte              | 8′     |
| Bourdon            | 8′     |
| Gros nazard        | 5 1⁄3′ |
| Prestant           | 4′     |
| Flûte              | 4′     |
| Grosse tierce      | 3 1⁄5′ |
| Nazard             | 2 ⁄3′  |
| Flûte              | 2′     |
| Tierce             | 1 3⁄5′ |
| Trémolo            |        |

| Pédale C–g1      |     |
| Flûte résultante | 32′ |
| Montre           | 16′ |
| Flûte            | 16′ |
| Bourdon          | 16′ |
| Montre           | 8′  |
| Flûte            | 8′  |
| Bourdon          | 8′  |
| Prestant         | 4′  |
| Flûte            | 4′  |
| Fourniture IV    |     |
| Trombone         | 16′ |
| Bombarde         | 16′ |
| Trompette        | 8′  |
| Clairon          | 4′  |

## Gräber
Vier Gouverneure von Neufrankreich sind in der Kathedralbasilika bestattet: 
- Louis de Buade, Comte de Frontenac et de Palluau (1622–1698), Gouverneur 1672–1682 und 1689–1698
- Hector de Callières (1648–1703), Gouverneur 1698–1703
- Philippe de Rigaud de Vaudreuil (um 1643–1725), Gouverneur 1703–1725
- Jacques-Pierre de Taffanel de La Jonquière, Marquis de La Jonquière (1685–1752), Gouverneur 1749–1752

Darüber hinaus ist Notre-Dame de Québec die Nekropole der Bischöfe und Erzbischöfe von Québec. Der erste Bischof, François de Montmorency-Laval, ruht im Inneren der Kirche, die übrigen in der Krypta.